# Exodus (romance)
Exodus é um romance escrito por Leon Uris, e publicado em 1958, nos Estados Unidos. O livro trata da história do navio Exodus, usado por judeus fugitivos do Holocausto, em 1947, que foram da Europa em direção à Palestina.
O livro “Exodus” (894 páginas: versão Best Bolso) é um romance épico de Leon Uris que deu origem ao famoso filme de 1960 de Otto Preminger: “Exodus”.
O livro conta a história dos judeus no êxodo ilegal realizado por milhares de pessoas rumo à terra sagrada, Palestina, e a fundação do tão sonhado estado judeu: Israel. Ele relata e descreve detalhadamente o horrível sofrimento dos judeus, a inacabável luta, o sonho alimentado por muita fé e coragem e o tratamento recebido pelo povo judeu na Europa no século XIX e XX.